# Wolfgang Theis (Filmwissenschaftler)

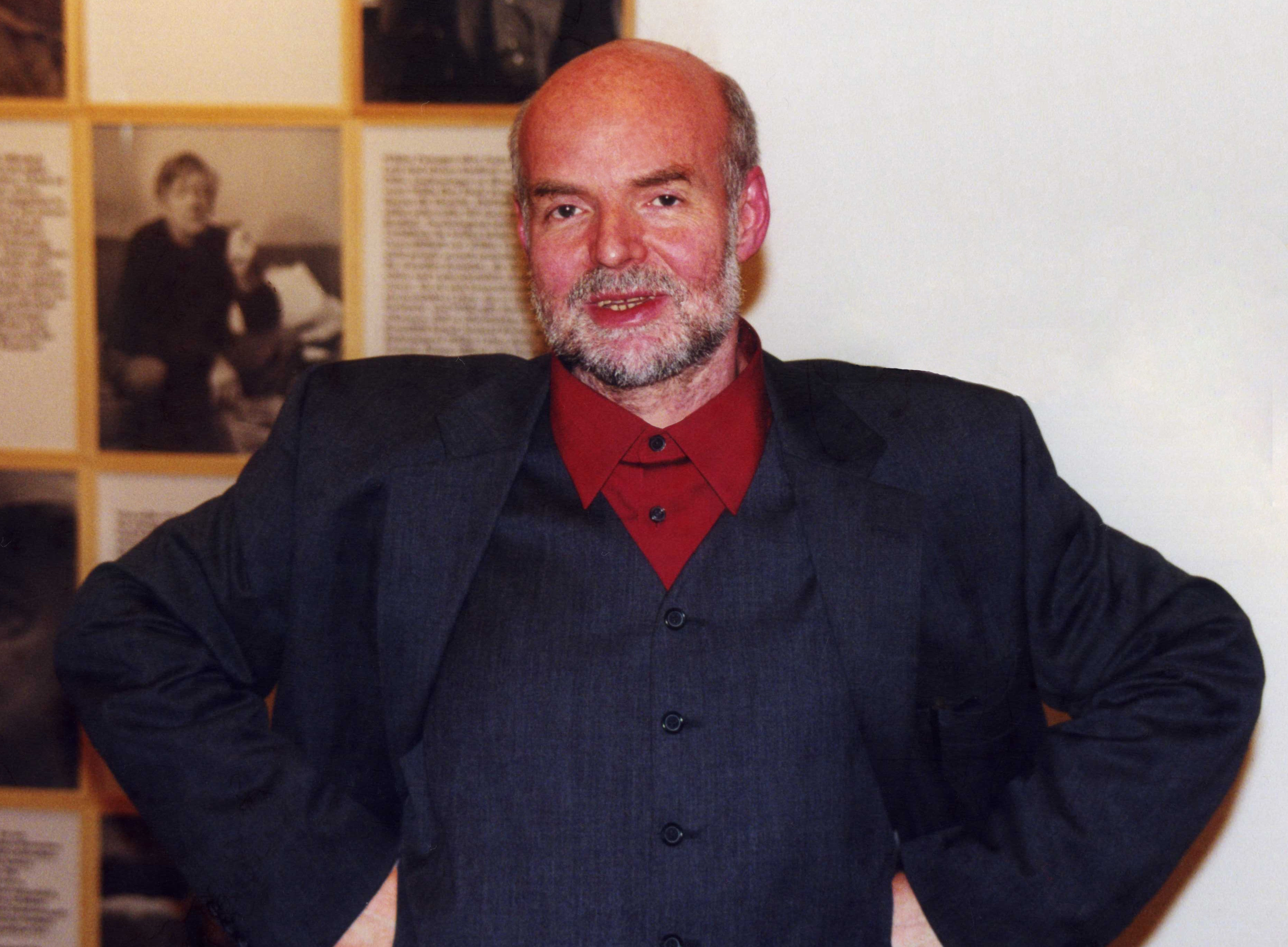
Wolfgang Theis 2000

Wolfgang Theis (* 1948 in Gärtringen) ist ein deutscher Filmwissenschaftler und Ausstellungsmacher.

## Leben
Theis absolvierte zunächst eine Ausbildung zum Koch und zum Erzieher. Er erwarb das Abitur auf dem zweiten Bildungsweg und studierte an der Freien Universität Berlin Soziologie, Psychologie, Publizistik, Theater- und Filmwissenschaft. 1984 schloss er sein Studium mit einer Diplomarbeit über „Homosexualität im deutschen Film“ im Fach Soziologie ab. Theis war langjähriger Leiter des Fotoarchivs der Deutschen Kinemathek.
Als Student arbeitete er als Aufsicht im Berlin Museum und realisierte dort in den Jahren 1982 bis 1984 mit Andreas Sternweiler und Manfred Baumgardt die Ausstellung Eldorado über die Geschichte und Kultur homosexueller Frauen und Männer in Berlin. Aus der Fortführung dieses Projekts entstand 1985 das Schwule Museum.
Wolfgang Theis kuratierte zahlreiche Ausstellungen des Schwulen Museums, darunter die Ausstellung „Goodbye to Berlin? 100 Jahre Schwulenbewegung“ sowie Hommagen an Marlene Dietrich, Jean Genet oder Rosa von Praunheim.
2011 wurde er mit dem Verdienstkreuz am Bande geehrt.

## Aufsätze
- Anders als die anderen. Geschichte eines Filmskandals, S. 28–31; Verdrängung und Travestie. Das vage Bild der Homosexualität im deutschen Film (1917-1957), S. 102–115, in: Eldorado: homosexuelle Frauen und Männer in Berlin 1850 - 1950. Geschichte, Alltag und Kultur Ausstellung im Berlin-Museum: 26. Mai – 8. Juli 1984, Hrsg.: Verein der Freunde eines Schwulen-Museums in Berlin e.V., Ed. Hentrich, Berlin 1992
- Mach dein Schwulsein öffentlich – Bundesrepublik, S. 279–293; Homosexualität und Kunst, S. 309–321; AIDS – oder die teuer erkaufte Professionalisierung, S. 327–339, in: Andreas Sternweiler (Hrsg.): Goodbye to Berlin? 100 Jahre Schwulenbewegung: Eine Ausstellung des Schwulen Museums und der Akademie der Künste, 17. Mai bis 17. August 1997, Berlin 1997
- Bettdecken, Pissoirs, nackte Heilige und Selbsterkundungen. S. 5–12. Bedcovers, Pissoirs, Naked Saints and Self-Exploration. S. 15–21. In: Wojciech Karpiński, Mikołaj Nowak–Rogoziński (Hg.): Krzysztof Jung. Der männliche Akt | The Male Nude. Mit Beiträgen von Wolfgang Theis, Raimund Wolfert und Dorota Krawczyk–Janisch. [Ausstellungskatalog, Zweisprachig]. Schwule Museum Berlin. Berlin. 2019. ISBN 978-3-9812706-6-2